# ウィリアム・ヘンリー・ヴァンダービルト3世
ウィリアム・ヘンリー・ヴァンダービルト3世（William Henry Vanderbilt III, 1901年11月24日 - 1981年4月14日）は、アメリカ合衆国のロードアイランド州知事、上流階級出身者、高名なヴァンダービルト家の一族。

## 経歴
ニューヨーク州ニューヨークで父アルフレッド・グウィン・ヴァンダービルトと母エレン・フレンチのもとに生まれた。父親は一族事業である鉄道事業および海運業の祖のコーネリアス・ヴァンダービルトの曾孫にあたる。1908年、ウィリアムの両親は離婚し、父の再婚により異母兄弟のアルフレッド・グウィン・ヴァンダービルト2世、ジョージ・ワシントン・ヴァンダービルト3世が生まれた。1915年、父がルシタニア号の沈没により亡くなった。1934年、母方のいとこのエレン・タック・フレンチとジョン・ジェイコブ・アスター6世の結婚は、アメリカの名家同士の結婚となった。
第一次大戦中、アメリカがドイツに宣戦布告する直前の1917年3月20日、アメリカ海軍沿岸防衛増援部隊の士官候補生に任命された。当時15歳であった彼はこの戦争に従事したもっとも若いアメリカ兵の1人となった。
1917年4月17日から5月31日までUSS Vesuvius 、6月1日から1918年3月7日までニューポートのNaval Torpedo Station 、3月7日から7月15日までSecond Naval District の情報補佐官、7月23日から9月16日までバージニア州ノーフォーク、9月19日から11月14日までコネチカット州ニューロンドン、11月11日から1919年8月30日までUSS Evans に従事した。
ロードアイランド州ミドルタウンのSt. George's School に進学し1919年卒業、アリゾナ州メサのEvans School に進学後プリンストン大学に入学したが1年生のうちに退学。1940年、ベイツ大学から名誉法学博士が授与された。
21歳の法定年齢に達し、1922年、500万ドルの信託資金と父が所有していた地所の1つでロードアイランド州ポーツマスの450エーカー (1.8 km2)のオークランド牧場を多数のサラブレッドと共に相続した。彼はここを永住の地とした。
彼はPittsburgh Dispatch の所有者のダニエル・オニールの孫娘であり、フレデリック・マーティン・デイヴィスの娘であるエミリー・オニール・デイヴィスとニューヨークのグレイス教会で結婚。彼女は1920年代の著名な作家のフレデリック・タウンセンド・マーティンの又姪でもある。2人は1925年5月12日、ニューヨークでエミリー・ヴァンダービルト(愛称パディ)をもうけた。しかし2人の結婚はトラブルに見舞われ、1926年夏、エミリーはパリで離婚を申し立てたが解決せず、1928年6月、彼女はニューポートで再度訴え離婚成立となった。

## ショート・ライン
1925年、ニューポートとプロビデンスを結ぶ長距離バス会社「ショート・ライン」を操業。数年のうちにニューイングランドのあちこちとニューヨークを結ぶ路線を拡大。1955年、ジョージ・セイジに買収され、1970年、ボナンザ・バス・ラインと改名。1998年、コーチUSAと合併し、2003年、ピーターパン・バスラインズに売却された。

## 政治
彼は共和党員であった。1928年、共和党全国大会のロードアイランド州代表となり、同年州議会議員に選出され、1929年から1935年の6年間就任し、その後は病気の妻アン・ゴードン・コルビーのため休職。彼女の体調の好転後、1938年ロードアイランド州知事に立候補し当選。1939年1月から1941年1月までの1期を務めた。しかし共和党の後援を拒否したことと、彼が選挙違反の調査のため雇った私立探偵による盗聴スキャンダルにより1940年の再選を逃した。

## 海軍
1941年5月、海軍予備兵であった彼は少佐として現役勤務に就き、当初パナマ運河地帯に配属された。1942年8月15日、中佐に昇進。その後ハワイ州の真珠湾のチェスター・ニミッツ元帥のスタッフに任命された。終戦直前大佐に昇進。

## 引退
最終的にロードアイランド州を離れ、マサチューセッツ州ウィリアムズタウン南部の農場に隠居。1981年4月14日、79歳で癌により死去。